# Gewöhnliche Pestwurz
Die Gewöhnliche Pestwurz (Petasites hybridus), auch Bach-Pestwurz, Rote Pestwurz und kurz Pestwurz genannt, ist eine Pflanzenart aus der Gattung Pestwurzen (Petasites) innerhalb der Familie der Korbblütler (Asteraceae).

## Beschreibung

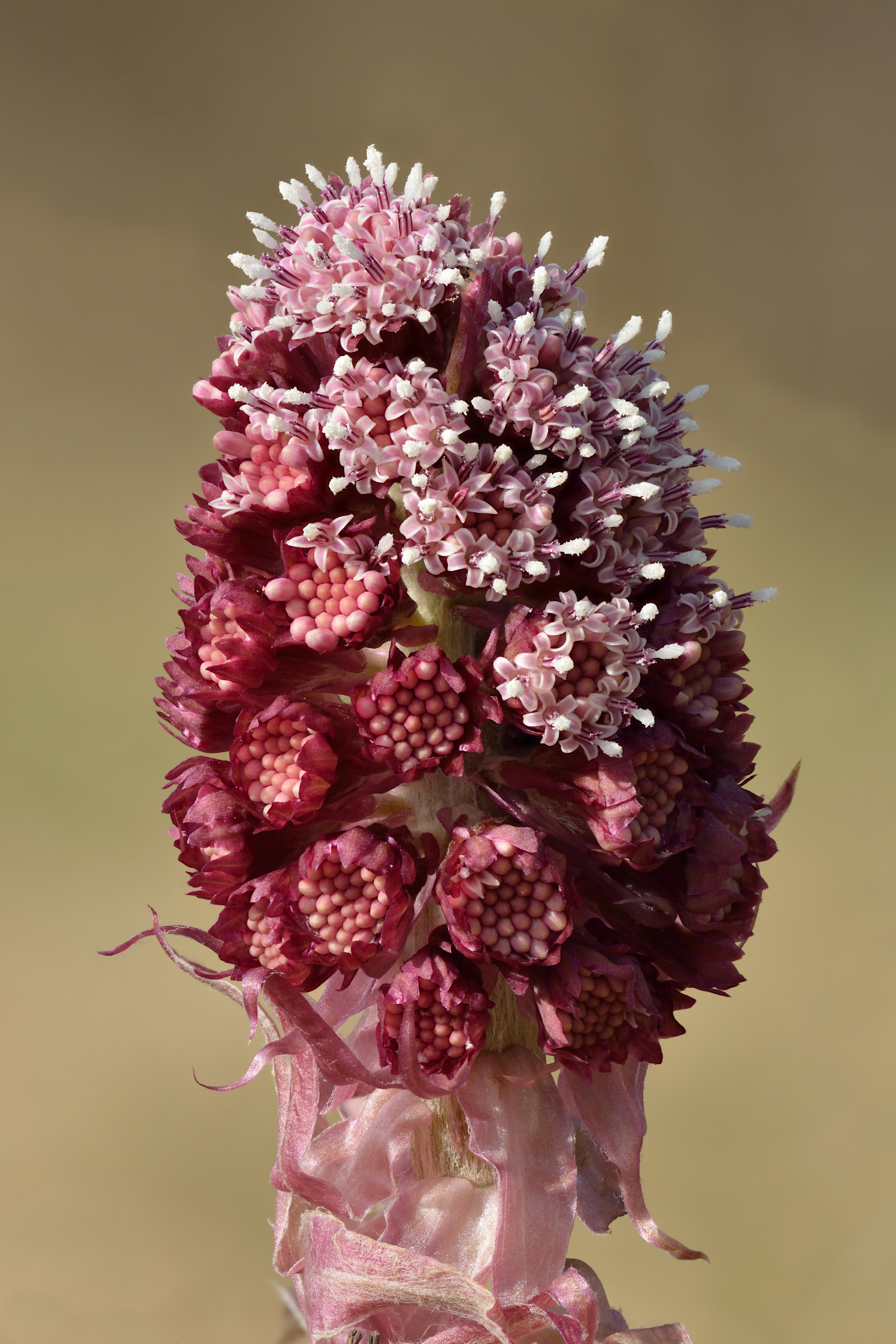
Junger Blütenstand

### Vegetative Merkmale
Die Gewöhnliche Pestwurz wächst als ausdauernde, krautige Pflanze und erreicht zur Blütezeit Wuchshöhen von 10 bis 40 Zentimetern, zur Fruchtzeit bis zu 120 Zentimetern. Das Rhizom ist etwa 4 Zentimeter dick, bräunlich und an den Gliedenden knollig verdickt, am Stängel sind rötliche Schuppen vorhanden.
Das Laubblatt ist in Blattstiel und -spreite gegliedert. Die innen hohlen Blattstiele sind rund und seitlich deutlich gerippt, auf der Oberseite tief sowie scharfkantig gefurcht. Die einfache Blattspreite ist bei einer Breite von bis zu 60 oder 90 Zentimetern rundlich, breit herz- oder nierenförmig. Die untersten Seitennerven verlaufen am Rand der Stielbucht und begrenzen diese. Die Blattunterseite ist grau-grün sowie nur schwach grau wollig behaart und später verkahlend. Der Blattrand ist regelmäßig und scharf ausgebissen gezähnelt.

### Generative Merkmale
Die Gewöhnliche Pestwurz ist zweihäusig diözisch. Die Blütenstände erscheinen zwischen März und Mai noch vor den Grundblättern. Die Blütezeit reicht von April bis Mai. Der zusammengesetzte, traubige Gesamtblütenstand besitzt zahlreiche, dicht stehende rötlich-weiße bis rot-violette körbchenförmige Teilblütenstände. Der Blütenstandsschaft ist aufrecht, dick, spinnwebig-flockig oder wollig behaart, zur Blütezeit bis zu 40 Zentimeter und zur Fruchtzeit bis zu 70 oder 80 Zentimeter lang. Er besitzt zahlreiche Stängelschuppen, die lanzettlich, meist purpurfarben überlaufen und weich sind und oft schlaff herabhängen. Nur die untersten sind am Grunde scheidig und an der Spitze mit einem spreitenartigen Anhängsel versehen. Die männlichen Blütenkörbchen sind mit einer Länge von 7 bis 12 Millimetern etwa doppelt so groß wie die weiblichen. Die Hüllblätter sind schmal-länglich, kahl und meist rötlich überlaufen. Die Blüten sind rötlich-weiß bis schmutzig-rot. Die Narbenlappen der zwittrigen Blüten sind eiförmig und überragen den Kronsaum nicht.
Die Achänen sind bei einer Länge von 2 bis 3 Millimetern zylindrisch und haben einen schmutzig-weißen Pappus.

### Chromosomensatz
Die Chromosomengrundzahl beträgt x = 30; es liegt Diploidie mit einer Chromosomenzahl von 2n = 60 vor.

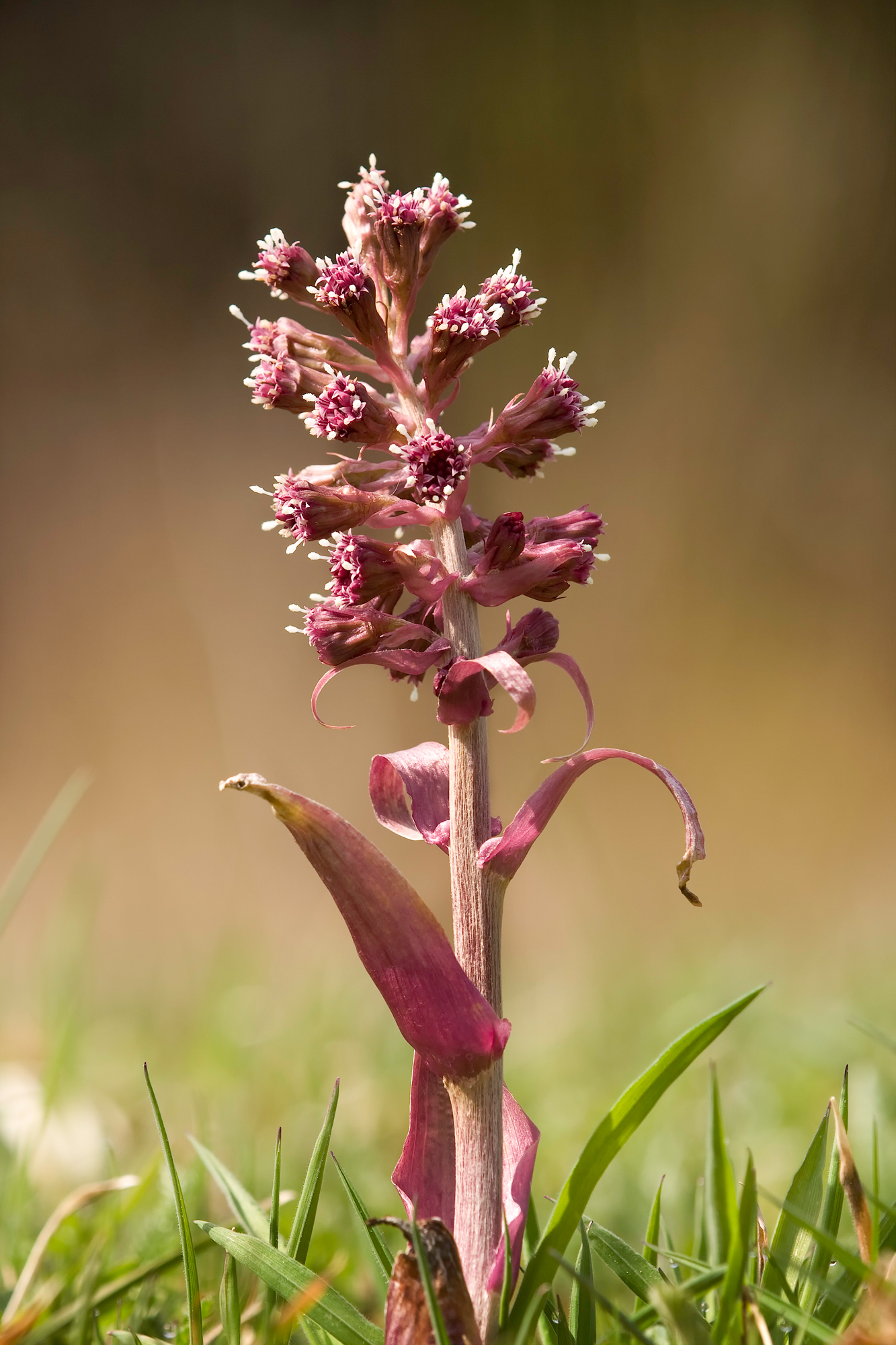
Blütenstand
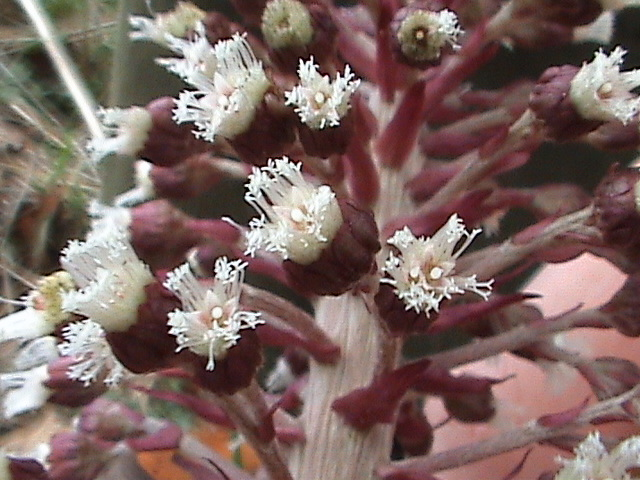
Ausschnitt eines Blütenstandes mit mehreren Blütenkörbchen
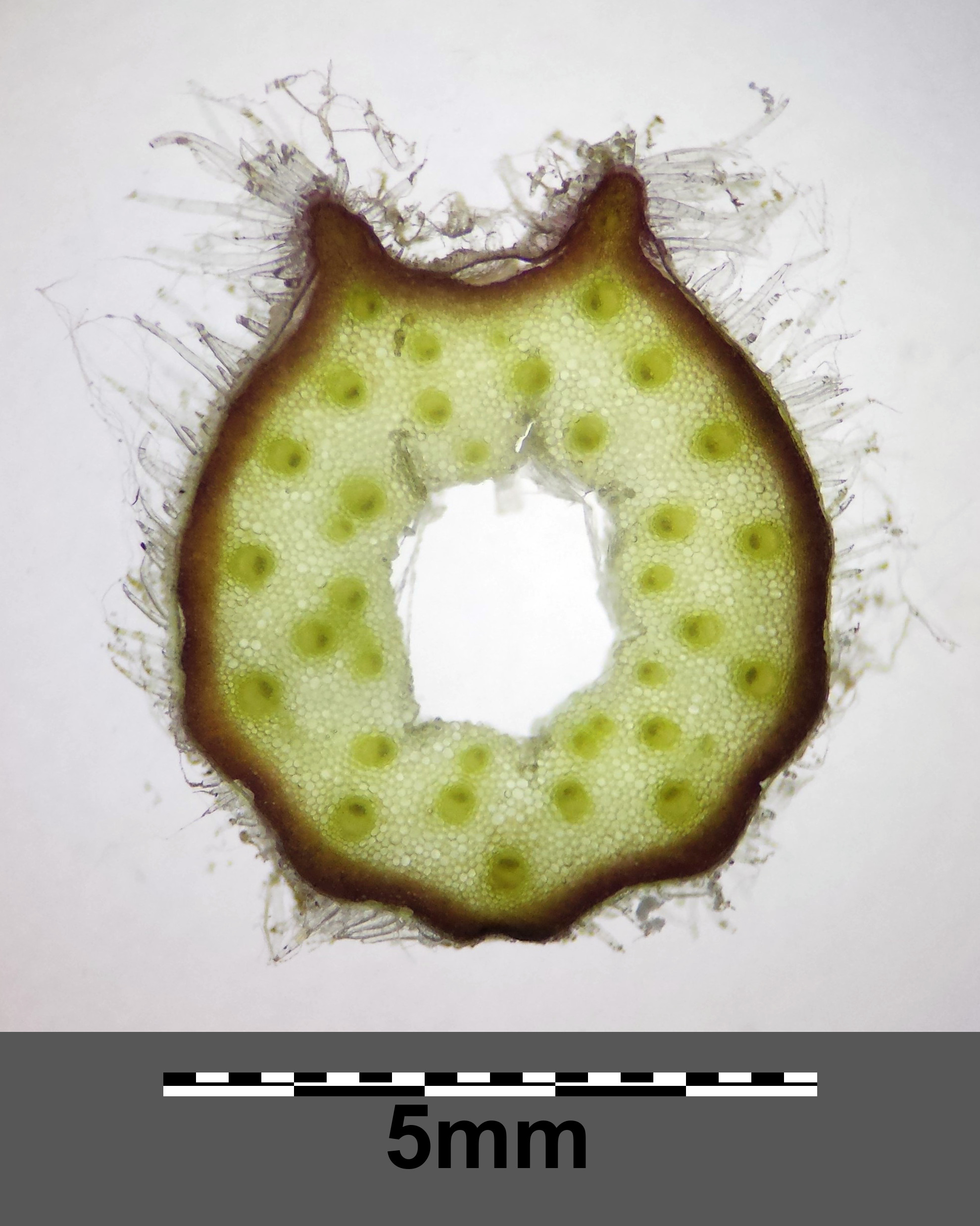
Hohler Blattstiel
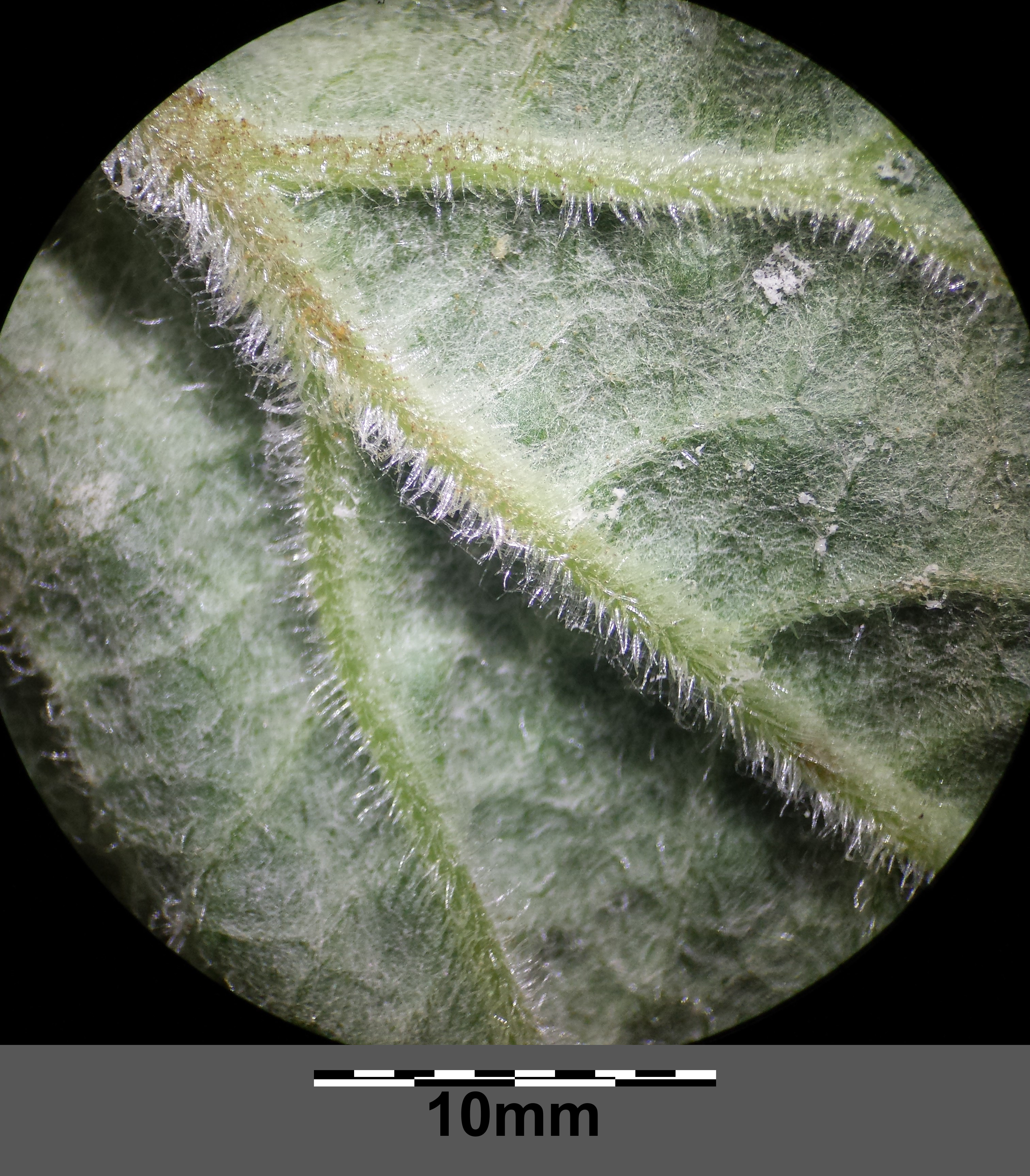
Blattunterseite
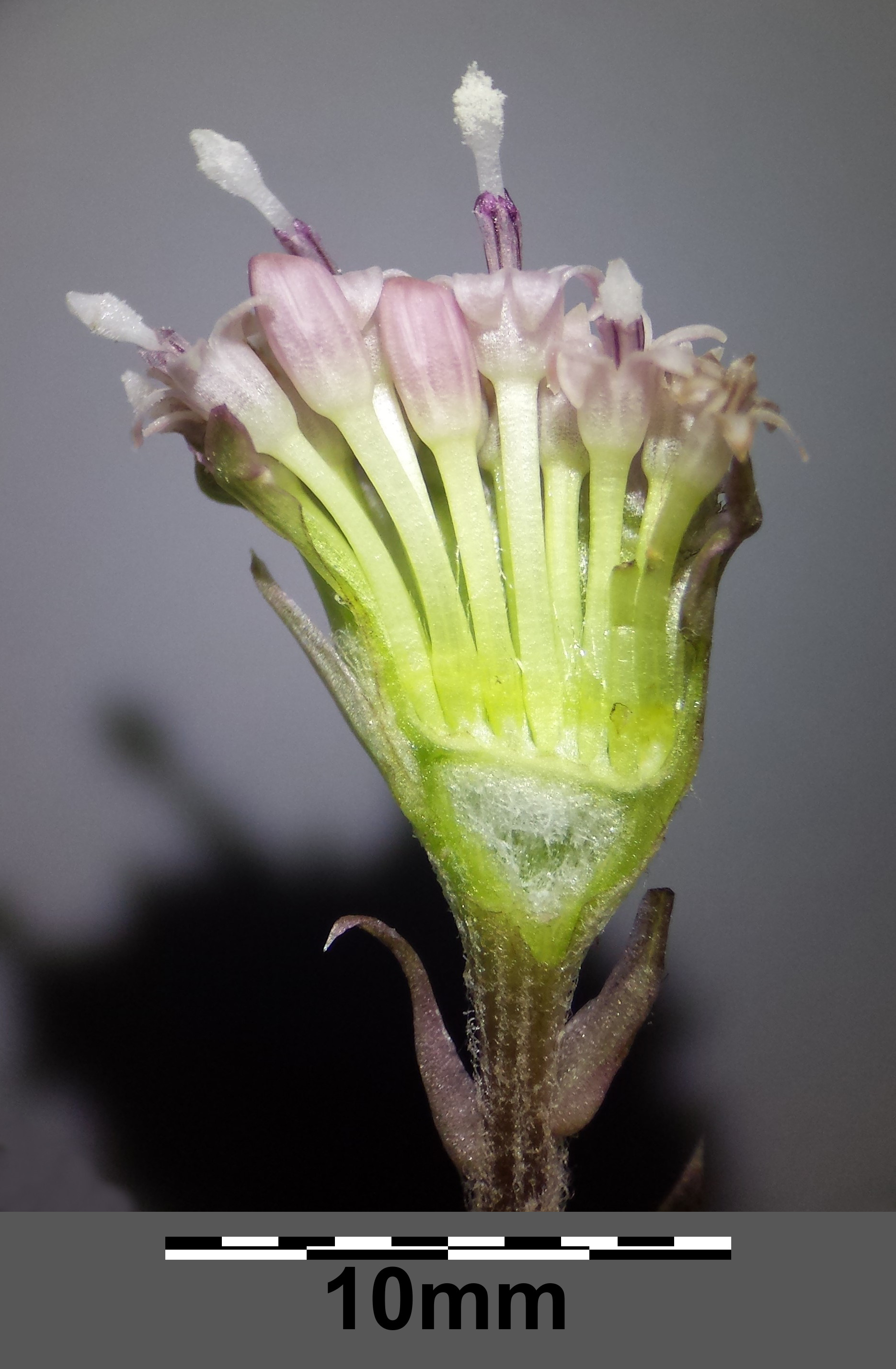
Geöffnetes Blütenkörbchen mit Röhrenblüten
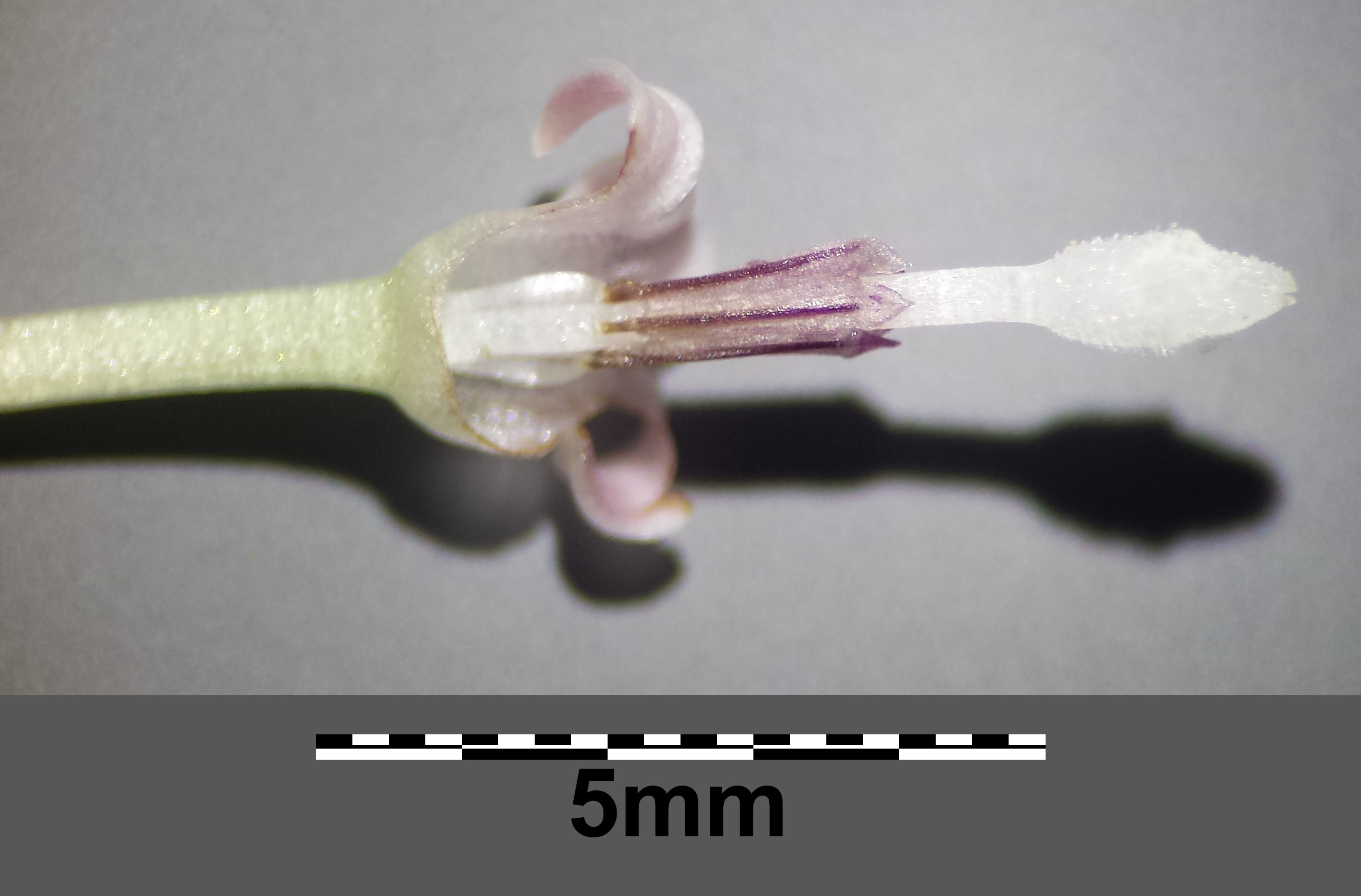
Röhrenblüte (vordere Kronblätter entfernt)
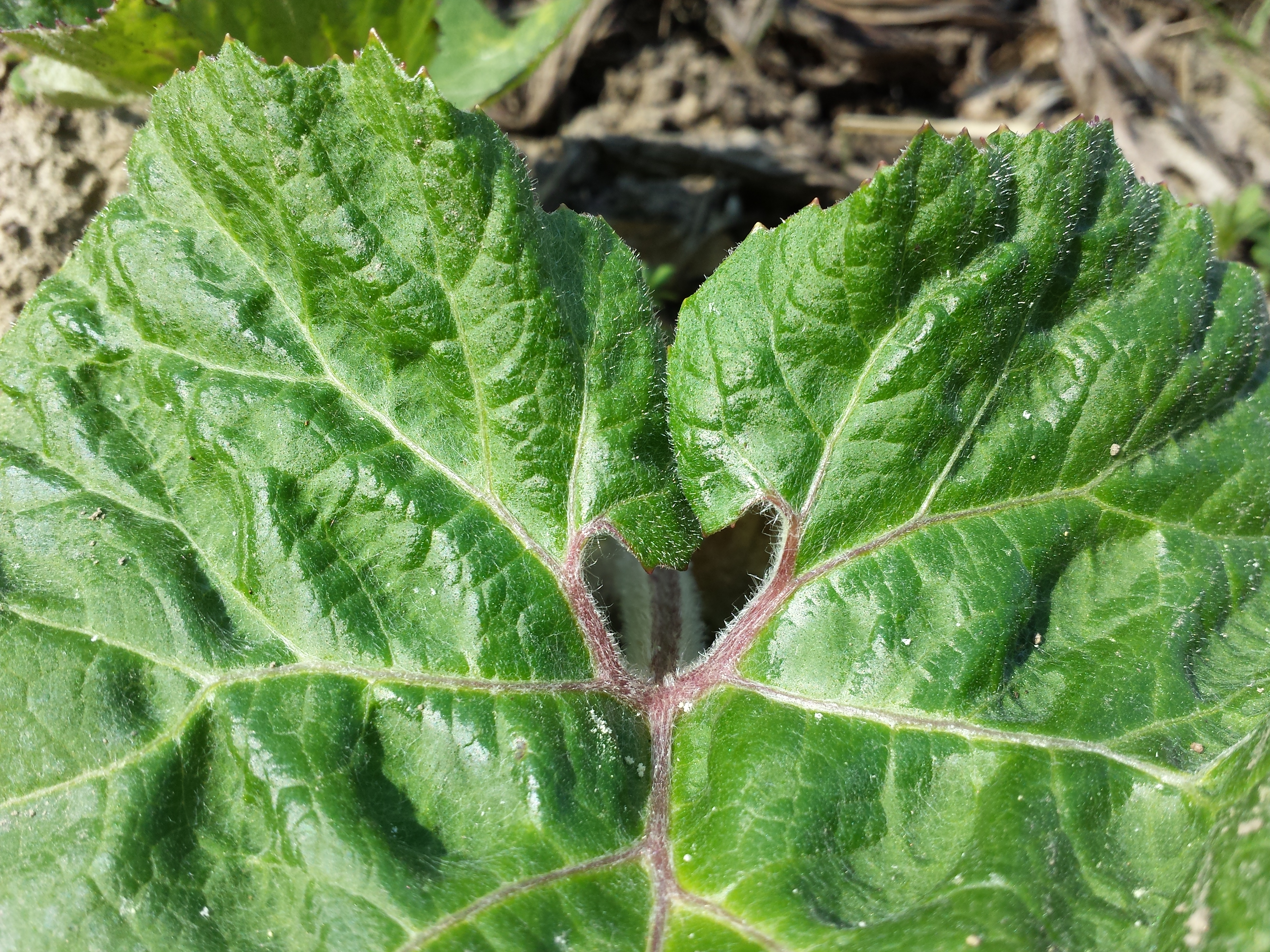
Laubblatt mit Stielbucht
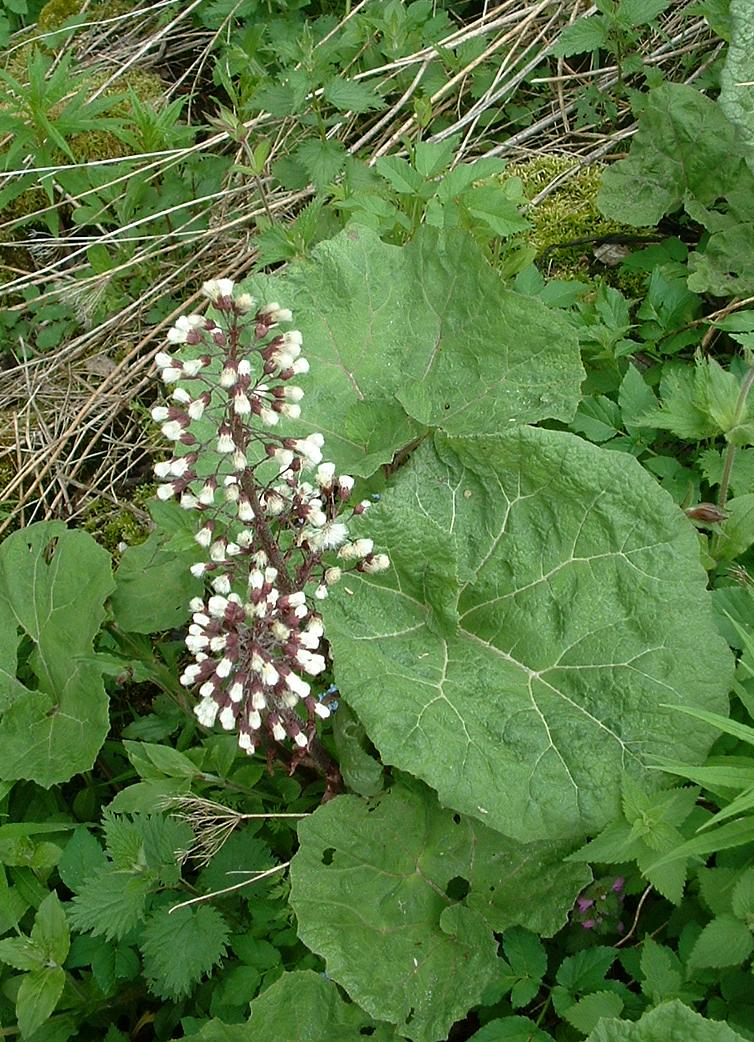
Fruchtstand

## Ökologie
Bei der Gewöhnlichen Pestwurz handelt es sich um einen helomorphen, mesomorphen Hemikryptophyten. Die Gewöhnliche Pestwurz ist eine plurienn-pollakanthe Pflanzenart, die also ausdauernd ist und mehr als einmal in ihrem Leben blüht und fruchtet. Die Gewöhnliche Pestwurz ist als Schwemmlandbefestiger dank ihrer bis 1,5 Meter langen Ausläufer von Bedeutung. Für eine optimale Entwicklung ist eine gewisse Luftfeuchtigkeit erforderlich.
Sie gehört zu den ersten Frühjahrsblühern. Die Gewöhnliche Pestwurz ist zweihäusig also befinden sich männliche und weibliche Blüten auf verschiedenen Pflanzenexemplaren. Es erfolgt obligate Fremdbefruchtung. Als Belohnung für Bestäuber ist reichlich Nektar vorhanden. Die Bestäubung erfolgt durch Insekten.
Die Achänen sind die Diasporen. Die Ausbreitung der Diasporen erfolgt absichtlich oder unabsichtlich durch den Menschen (Hemerochorie), durch Klett- und Klebausbreitung auf der Oberfläche von Tieren (Epichorie) oder durch den Wind (Anemochorie).

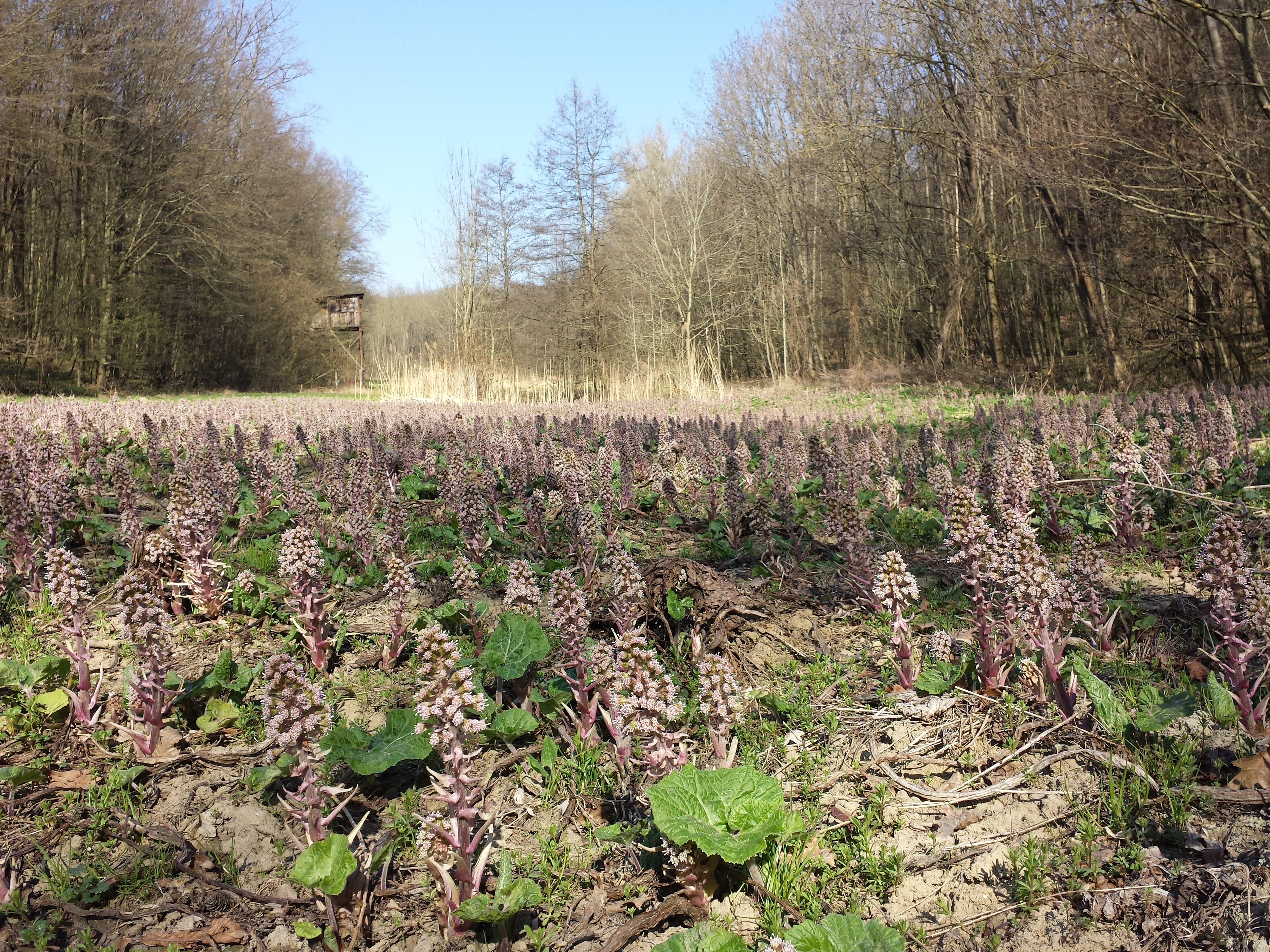
Bestand auf einer feuchten Waldwiese

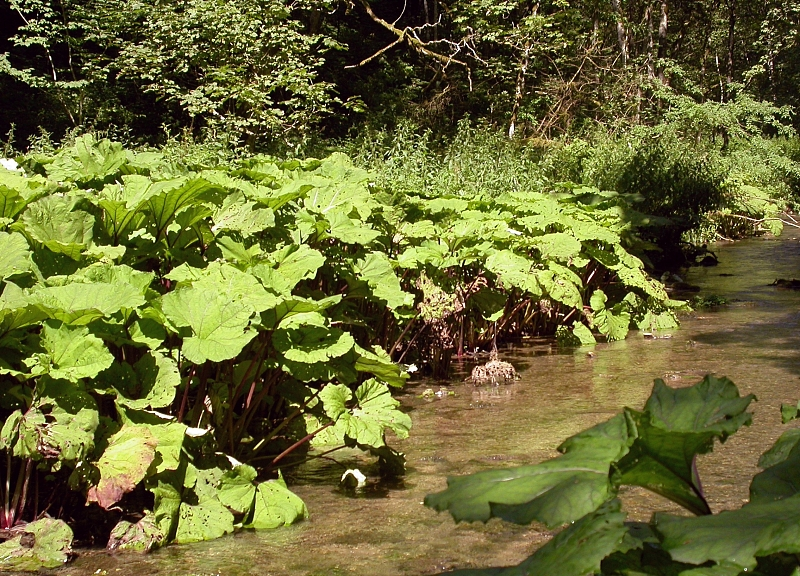
Habitus im Habitat am Fließgewässer

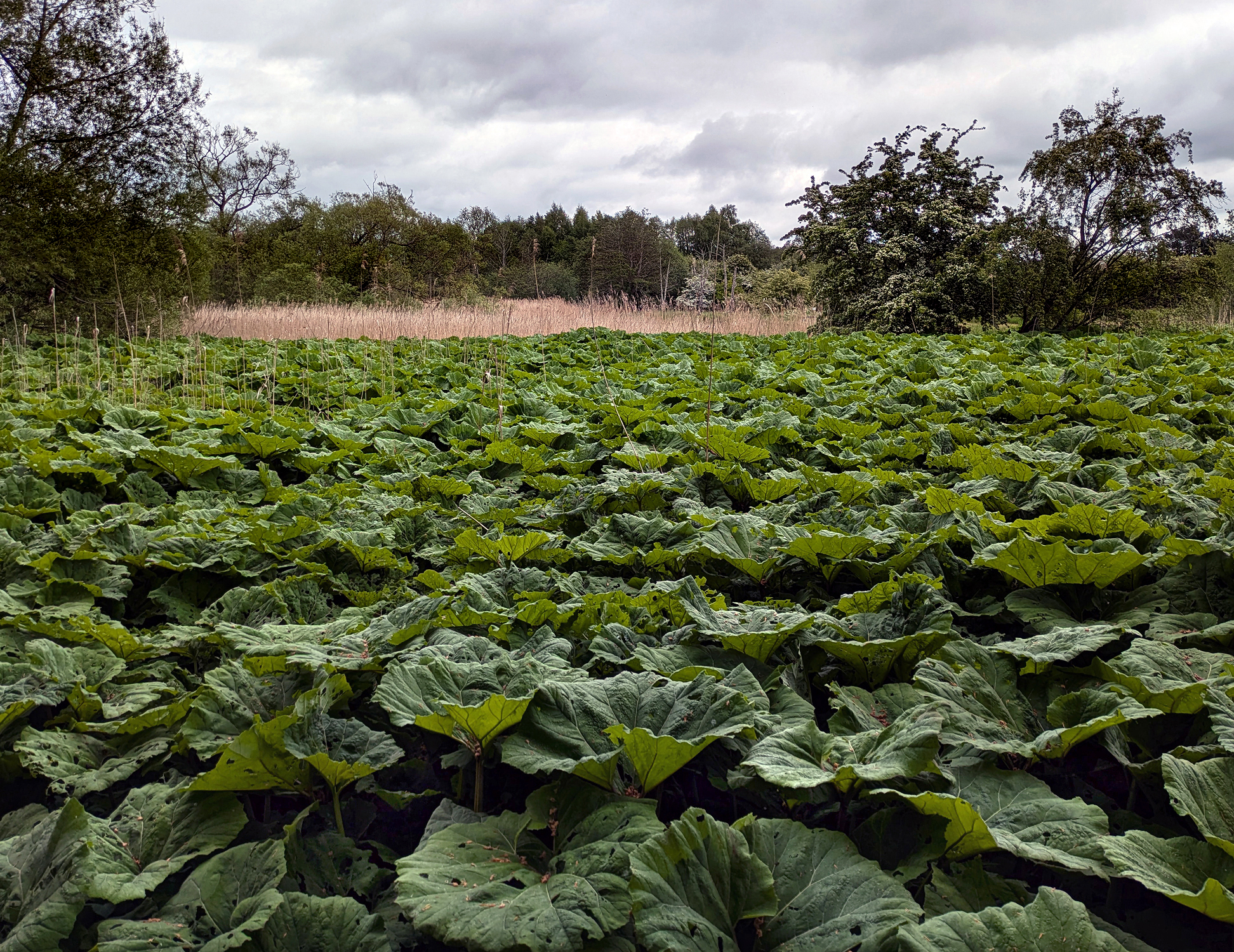
Gewöhnliche Pestwurz in Ystad.

Der Gewöhnliche Pestwurz wird von den Rostpilzen Puccinia poarum var. petasiti-pulchellae, Puccinia ruttneri und Coleosporium petasitis befallen.

## Vorkommen

### Verbreitung
Das Verbreitungsgebiet umfasst Europa nördlich bis Schottland, die Türkei, den Iran und den Kaukasusraum. In Dänemark, Norwegen, Schweden, im Baltikum und im US-Bundesstaat Michigan ist sie ein Neophyt. Die Fundortangabe für Algerien wird angezweifelt.
In den Allgäuer Alpen steigt die Gewöhnliche Pestwurz in Hochkrumbach in Vorarlberg in eine Höhenlage von bis zu 1720 Meter auf. Im Kanton Glarus steigt sie in eine Höhenlage von bis zu 1800 Meter auf.

### Standorte
Sie gedeiht am besten auf sickernassen oder zeitweise überfluteten, nährstoffreichen Böden und ist daher oft an Bach- und Flussufern zu finden. Sie ist in Mitteleuropa eine Charakterart des Phalarido-Petasitetum hybridi aus dem Verband des Aegopodion podagrariae.
Die ökologischen Zeigerwerte nach Ellenberg sind: Lichtzahl 7 = Halblichtpflanze, Temperaturzahl 5 = Mäßigwärmezeiger, Kontinentalitätszahl 2 = Seeklima zeigend, Feuchtezahl 8 = Feuchte- bis Nässezeiger, Feuchtewechsel = Überschwemmung zeigend, Reaktionszahl 7 = Schwachbasenzeiger, Stickstoffzahl 8 = ausgesprochenen Stickstoffreichtum zeigend, Salzzahl 0 = nicht salzertragend, Schwermetallresistenz = nicht schwermetallresistent.
Die ökologischen Zeigerwerte nach Landolt et al. 2010 sind in der Schweiz: Feuchtezahl F = 4w+ (sehr feucht aber stark wechselnd), Lichtzahl L = 3 (halbschattig), Reaktionszahl R = 4 (neutral bis basisch), Temperaturzahl T = 3 (montan), Nährstoffzahl N = 4 (nährstoffreich), Kontinentalitätszahl K = 2 (subozeanisch).

## Taxonomie
Die Erstveröffentlichung erfolgte 1753 unter dem Namen (Basionym) Tussilago hybrida durch Carl von Linné in Species Plantarum, Tomus II, S. 866. Die Neukombination zu Petasites hybridus (L.) G.Gaertn., B.Mey. & Scherb. wurde 1802 durch Gottfried Gaertner, Bernhard Meyer und Johannes Scherbius in Oekonomisch-Technische Flora der Wetterau, Band 3 (2), S. 184 veröffentlicht. Weitere Synonyme für Petasites hybridus (L.) G. Gaertn., B.Mey. & Scherb. sind: Tussilago hybrida L., Tussilago petasites L., Petasites georgicus Manden., Petasites officinalis Moench nom. illeg., Petasites ovatus Hill nom. nov., Petasites pratensis Jord., Petasites vulgaris Desf. nom. illeg.

## Verwendung

### Historische Verwendung
Griechen und Römer schätzten die Pestwurz (lateinisch Petasites) im 1. Jahrhundert gegen bösartige Geschwüre ebenso wie die Menschen im Mittelalter, die sie gegen die Pest einsetzten. In der Volksmedizin werden verschiedene Zubereitungen der Pflanze auch als schleimlösende Hustenmittel und als Kühlmittel bei Insektenstichen eingesetzt. Im 19. Jahrhundert wurde erstmals die spasmolytische und analgetische Wirkung erkannt und diese Pflanzenart bzw. deren Zubereitungen wurden für die medizinische Anwendung neu entdeckt.

### Moderne Verwendung und Inhaltsstoffe
Vor Zubereitungen als Tee aus Pestwurzblättern oder -wurzeln wird gewarnt, denn im Naturzustand enthalten die Pflanzenteile Substanzen (Pyrrolizidinalkaloide) mit mutagener, krebserregender und möglicherweise toxischer Wirkung auf die Leber. Für standardisierte Fertigpräparate jedoch werden nur Pflanzenexemplare aus kontrolliertem Anbau einer pyrrolizidinalkaloidarmen Chemovarietät (siehe unten) verwendet; darüber hinaus werden verbliebene Pyrrolizidinalkaloid-Restmengen durch spezielle Extraktionsverfahren weitgehend entfernt.
Pestwurzextrakte werden in verschiedenen Phytopharmaka eingesetzt, wobei die spasmolytische Wirkung auf die glatte Muskulatur im Vordergrund steht. Dazu werden bevorzugt Extrakte aus dem Rhizom verwendet. Indiziert sind sie z. B. bei Spasmen des Gastrointestinaltrakts und krampfartigen Beschwerden im Bereich der ableitenden Harnwege.
Daneben werden Pestwurz-Zubereitungen z. B. bei der Migräneprophylaxe eingesetzt. Eine mögliche Wirksamkeit bei primärer Dysmenorrhoe oder eine verbesserte Ventilation bei Asthma bronchiale wurde ebenfalls festgestellt.
Ein standardisierter CO2-Extrakt (Ze 339) aus den Laubblättern wird als Antiallergikum eingesetzt; durch wissenschaftliche Studien wurde seine Wirksamkeit belegt.
In Deutschland ist seit 2009 kein Pestwurz-Präparat mehr auf dem Markt, nachdem die Zulassung für das Präparat Petadolex erloschen ist.

Strukturformel von Petasin

Seit den 60er Jahren ist bekannt, dass Petasites hybridus in zwei Chemovarietäten existiert. Die eine (Furanopetasin-Varietät) enthält sogenannte Furanoeremophilane und Eremophilanlactone, die in den Pflanzenteilen des anderen Typs nicht zu finden sind. Diese andere (Petasin-)Varietät enthält zum Beispiel Petasin, Neopetasin und Isopetasin. Letzteres entsteht möglicherweise erst bei der Lagerung. Auch scheint eine „Mischvarietät“ zu existieren, die Petasine und Furanopetasine enthält.
Die als Pyrrolizidinalkaloide (PA) bezeichneten Inhaltsstoffe sind Esteralkaloide, deren Grundgerüst das Necin darstellt. Als toxisch gelten Substanzen, wenn im Necingerüst zwischen Position 1 und 2 eine Doppelbindung vorliegt. In der Leber werden diese Substanzen zu Pyrrolen umgewandelt, die an DNA und RNA binden können und somit Proteinsynthese und Zellteilung beeinträchtigen. Dadurch kommt es zu Stoffwechselstörungen und Lebergewebeschäden. Pyrrolizidinalkaloide werden aus Extrakten zur Herstellung von Phytopharmaka entfernt.